# Detonator
En detonator anvendes til at antændelse af tænd- og sprængladning samt til antændelse af sprængsnor. Detonatoren kan så at sige konvertere en detonation i noget meget følsomt sprængstof til en detonation i et sprængstof, som er meget mindre følsomt for ydre påvirkninger.

## Opbygning
Detonatorer kan groft opdeles i to typer, elektriske og ikke-elektriske. De forekommer i både ældre og nyere udformninger.
Ældre typer detonatorer består ofte af en aluminiumshylse, der er lukket i den ene ende. I hylsen ligger der lidt pentrit(PETN) og lidt blyazid (et typisk eksempel er 1,1 og 0,9 g). Disse ældre typer er meget følsomme og skal håndteres med største forsigtighed.
Nyere typer er opbygget som NPED(Non Primary Explosives Detonator) og består af en aluminiumshylse, der er lukket i den ene ende. I hylsen findes en primær og en sekundær sats, begge oftest fremstillet af pentrit. Disse typer er ikke specielt følsomme overfor ydre påvirkninger.

## Virkemåde
Ældre type:
Fra en tændsnor eller en indbygget el-glødetråd sendes en gnist/stikflamme ind i detonatoren, som antænder den primære sats, blyazidsatsen, der herefter detonerer, hvilket bringer den sekundære ladning, pentritladningen til at detonere. Sidstnævntes detonation er så kraftig at chokbølgen derfra bringer det omgivende sprængstof til at detonere.
Nyere type:
Fra en tændsnor, en nonel-slange eller en el-glødetråd sendes en gnist/stikflamme ind i detonatoren, hvorved den primære pentritsats antændes. Den første del af pentritsatsen er placeret i et acceleratorrør, der får forbrændingen til at accelerere til en detonation, der bringer den sekundære pentritladning til detonation. Sidstnævntes detonation er så kraftig at chokbølgen derfra bringer det omgivende sprængstof til at detonere.